# ホレーショ・バーバー
ホレーショ・バーバー（Horatio Claude Barber 、1875年 - 1964年）はイギリスの航空のパイオニアである。1909年にエアロノーチカル・シンジケート・リミテッド（Aeronautical Syndicate Limited ）を設立し、ヴァルキリーという航空機のシリーズを製作した。1911年、イギリスでShorehamからHoveまで電球のケースを運び、飛行機が緊急の荷物や手紙を運ぶのに役立つことを示した。
Batterseaで鉄道の施設を借りて、航空機の研究を始めた。1909年にSalisbury Plainのリークヒルに移り、エアロノーチカル・シンジケート・リミテッドを設立し、自ら設計した航空機の製作を始めた。1910年9月にヘンドン飛行場の格納庫を使って、ヴァルキリーの製作を始め、10月から試験飛行を始めた。ヴァルキリーは先尾翼の単葉機で、単座のヴァルキリーA、複座のヴァルキリーB、3座のヴァルキリーCなどを製作し、4機を政府に納入したが、1機は事故で失われた。その後も実験を続けたが、1912年4月には会社を売却した。
第一次世界大戦中はイギリス陸軍航空隊やイギリス空軍で、操縦のインストラクターとして働いた。戦後は航空保険の仕事を行った。
航空に関する著書"The Aeroplane Speaks"（1917年）、"Aerobatics"がある。

## バーバーの製作した航空機
- ASL バイキング（1912年）